# Acteocina smirna
Acteocina smirna är en snäckart som beskrevs av Dall 1919. Acteocina smirna ingår i släktet Acteocina och familjen Cylichnidae. Inga underarter finns listade i Catalogue of Life.